# Sei Muroya
Sei Muroya (Prefectura d'Osaka, 5 d'abril de 1995) és un futbolista japonès.

## Selecció japonesa
Va formar part de l'equip olímpic japonès als Jocs Olímpics d'estiu de 2016.